# Großer Bär (Heraldik)

Arvidsjaur (Gemeinde)

Großer Bär, auch großer Wagen, ist ein Sternbild des nördlichen Himmels und in der Heraldik eine gemeine Figur und somit eine Wappenfigur.
Dargestellt wird eine Figur vorwiegend in Silber oder Gold aus sieben Sternen, die annähernd nach der Wirklichkeit im Wappenschild geordnet sind. Im J. Siebmacher’s grossem und allgemeinen Wappenbuch ist das Sternbild im Schild und im Oberwappen der hannoverschen Familie von Bar.

## Beispiele

Pudasjärvi
Vinzier